# CRC Press

Logo: CRC Press

Die CRC Press mit Sitz in Boca Raton, Florida, ist einer der größten Verlage für naturwissenschaftliche Nachschlagewerke. Er gehört seit 2003 zur Verlagsgruppe Taylor & Francis und darüber seit 2004 zur Informa.
Ursprünglich als Lieferant für Laborausrüstungen gegründet, gab die Chemical Rubber Company (CRC) auch einfache Tabellenwerke heraus. Das erste größere war 1913 die erste Auflage des CRC Handbook of Chemistry and Physics, die 116 Seiten umfasste. 1973 verkaufte die CRC das Handelsgeschäft und änderte ihren Namen in CRC Press. 1986 wurde der Verlag von der Times Mirror Company übernommen, die ihn 2003 an Taylor and Francis weiterverkaufte.

## Produkte und Werke
Das älteste und bekannteste Produkt des Verlages ist das CRC Handbook of Chemistry and Physics, das seit 1913 in 98 Auflagen erschien (2560 Seiten, ISBN  978-1-4987-8454-2). Eine weitere, erfolgreiche Buchreihe war The Electrical Engineering Handbook von Herausgeber Richard C. Dorf.